# ويليام غانتس
ويليام غانتس (بالإنجليزية: William Ganz)‏ هو طبيب قلب أمريكي، ولد في 7 يناير 1919 في كوشيتسه في سلوفاكيا، وتوفي في 11 نوفمبر 2009 في لوس أنجلوس في الولايات المتحدة.